# 桃太郎電鉄WORLD
『桃太郎電鉄WORLD』（ももたろうでんてつワールド）はハドソンから2010年12月2日に発売されたニンテンドーDS用ボードゲーム。桃太郎電鉄シリーズ第21作。

## 概要
携帯アプリの『桃太郎電鉄WORLD』同様、世界を舞台にしているが（桃太郎電鉄シリーズとしては）全くの別作品である。携帯ゲーム機版としては唯一の世界編となった。世界各国が舞台だが、ゲーム内の通貨は「円」で統一されている。また、マップは大西洋を中心にしたメルカトル図法のような形で描かれており、左右の端は通常つながっていない。
CMイメージキャラクターは山本梓と戦場カメラマンの渡部陽一が起用された。
家庭用ゲーム機向けシリーズとしては、ハドソンが開発・販売した最後の桃太郎シリーズ作品である。
また本作は土居孝幸がすべてのキャラクターのデザインを手掛けた最後の家庭用シリーズタイトルとなっている

## ゲームモード
ひとりで桃鉄
1人でCOMキャラ2人と対戦する1人用のモード。以下の2つのゲームで対戦が可能。なお、『2010』同様、人間1人+COM3人でプレイするには、「ひとりで桃鉄」モードではなく「みんなで桃鉄」モードでゲームを開始し、ゲーム中に「その他」コマンドの設定変更で対戦相手を変更する必要がある。
いつもの桃鉄
1-50年の中から設定した年数をプレイして総資産を競うモード。初めに1000万円を持ってロンドンからゲーム開始となる。
桃鉄3年決戦!
3年プレイして総資産を競うモード。初めから1億円と「急行周遊カード」「ぶっとびカード」を1枚ずつ持ってロンドンからゲーム開始となり、「いつもの桃鉄」とゲームバランスが一部異なっている。

みんなで桃鉄
「いつもの桃鉄」と「桃鉄3年決戦!」で対戦する2-4人用のモード。以下の3つの方法で対戦が可能。
ワイヤレスで対戦!
近くにいる、ニンテンドーDS本体を持つプレイヤーと通信対戦する。
Wi-Fiで対戦!
ニンテンドーWi-Fiコネクションに接続し、遠くにいるプレイヤーやフレンドとオンライン対戦をする。
1台で対戦!
1台のニンテンドーDS本体をプレイヤー全員で回しながら対戦する。

## 前作からの変更点
- 「その他」コマンド内に「空いてます」が追加され、1件でも物件が買える駅があればマップ上で光る。
- カード袋は「急行系」「便利系」に分かれておらず、1人につき合計8枚まで所持できる（『DS』『20周年』と同様）。
- カード袋が損害系カード[5] で埋め尽くされた状態でも、新たに損害系カードが手に入ることがある。その場合、それまで持っていた損害系カードは古い順に強制破棄される。
- 「いつもの桃鉄」の最大プレイ年数が50年になった（『20周年』と同様）。
- 1駅あたりの物件数は7件まで（『20周年』と同様）。
- 前作までレギュラー登場していた、「忍者のっとりクン」は廃止された。
- ゲストボンビーは「ロシアンボンビー」に加え、本作で新たに「デビルボンビー」「チャージボンビー」が登場。
- ニンテンドーDS版の桃太郎電鉄シリーズで唯一、銀河鉄道とボンビラス星のマップが登場する。携帯ゲーム機向けタイトルで銀河鉄道とボンビラス星のマップが搭載されるのは『G』以来。
  - ボンビラス星に入ると、一度手持ちのカードが全部消滅する効果が追加された。

## 本作の特色
- 「鉄道経営」のシステム、自社発祥地のイベントは登場しない。
- 舞台は世界規模だが、通貨単位は従来通り「円」で統一されている。
- 物件のジャンルに「鉱業」が追加されている。
- 本作の最高額物件は、東京駅の2マス東にあるモモタローランド駅にある物件「モモタローランド」。価格4兆円・収益率10%で、この駅には他に物件がないため、購入すると必然的に独占状態=収益が2倍となる。ただし、日本編の「桃太郎ランド」（岡山駅）や『USA』の「ネズミーワールド」（オーランド駅）のように、購入者の全物件の収益率がアップする効果はない。なお、「桃太郎ランド」「ネズミーワールド」と同様に「ゴールドカード」「シルバーカード」「シンデレラカード」「乗っ取りカード」では購入できない。
- 陸路とそれ以外を中継する駅が登場しない（『DS(JAPAN)』と同様）。
  - 該当する廃止は「空港駅」「フェリー駅」。したがって、本作では陸上の物件駅や色マスが直接航路・空路とつながっている。
- 空路のBGMは従来の「ピーチ・エアライン」から、『USA』と同じ「マイ・ジェット」に変更された。
- 路線の標示が、線路ではなく、地形図においてJR路線を表す白黒の線に変わる（『20周年』同様）。
- ショッカーO野ゲームに「杜子春レース」「目的地バトルロイヤル」が登場。レースイベントの舞台が通常のマップ上のため、誰かが銀河鉄道やボンビラス星にいる間は開催延期されるが、開催中に誰かが銀河鉄道やボンビラス星に行っても中止されない。また、「目的地バトルロイヤル」で目的地が複数になった場合も銀河鉄道経由でゴールすることは可能。
- 日本編の鹿児島駅（『USA』ではメキシコシティ）で登場する「おいどん」は、今作ではイースター島に登場。
- 『USA』で登場したオーロラがアメリカ以外の物件にも拡大、臨時収入が発生する。

新規イベント
- 「サブプライムローン」問題による大恐慌のイベントが発生する。かつての「大恐慌」と異なる点は、プラス駅のみならず、カード駅・ナイスカード駅、ぶっとび駅までもがマイナス駅になる他、決算時の収益も半額になる。ゴール時の収益の三分の一に減る。マイナス駅の支出額は変わらない。テーマ曲も「大恐慌エレジー」に変わる。
- BRICS（ブリックス／ブラジル・ロシア・インド・中国）、VISTA（ビスタ／ベトナム・インドネシア・南アフリカ・トルコ・アルゼンチン）各国に物件を持っていると経済発展によって臨時収入が発生する。
- 「アイスランド火山噴火」が発生し、空路が使えなくなる。ぶっとび系・歴史ヒーローのライト兄弟による空中移動は可能。
- 「30問連続首都当てクイズ」が初登場。連続正解数に応じて賞金が貰えるが、問題は1問10秒以内に解答しなければならない。全問正解で「無制限カード」が手に入る。30問目はハイチの首都の問題。
- マップ上のマイナス駅のどこかにキングボンビーの財布が33年目の10月以降、不定期に出現し置いてあるマスに重なれば1兆円-3兆円を手に入れることが出来る。もらえる金額はイベントが発生したのが何年目かで決定される。『2017』『令和』ではキングボンビーの金庫というイベントになっている。
- サウジアラビアに着くとたまにアラブの大富豪からパーティー参加の招待状が届き、参加したプレイヤーは1か月身動きが取れなくなるが、お礼として「モモタローランド」を除く物件がいくつか無料で手に入る。
- サッカーM（桃太郎）杯が開催され、優勝するとその国の物件所有者に臨時収入が入る。
- プレイヤーに不定期で世界各国の国旗を当てる4択クイズが出題され、正解すれば賞金を獲得できる。
- 該当する世界最初の鉄道の駅に停まると、それを記念して、カードを貰うことができる。
- イナゴの大群が発生することがあり、北アフリカの農林物件を持っている社長に被害が起こる。
- 全英オープンのイベントで社長全員に「ぶっとびカード」が配られ、イギリスから一番遠くにぶっ飛んだ社長に賞金が貰える。イベント終了後はぶっとんだ先からゲームが再開する。
- 全都市をひとりで独占すると、アジアと北アメリカを結ぶ航空路が開通し、マップを一周できるようになる。
- 全都市を独占したプレイヤーが物件駅に止まると、その駅をゲーム終了までプロテクトできる。今作では、『2010』『タッグマッチ』で登場した「プロテクトカード」で防げなかったキングボンビーによる物件捨ても防げる。

## COMキャラ
天邪鬼
無段、いじわる度★★☆、頭のよさ☆☆☆、カード技☆☆☆
絶好調になると、自分以外全員を空路のマスに飛ばしたり、自分以外全員のターンの時に特定の駅以外をブラック駅・ぶっとび駅・テレポート駅・銀次駅・貧乏神駅に変えたりする（天邪鬼が作った特殊マスは強制的に効果を発動する）。銀河鉄道やボンビラス星にいる相手は天邪鬼が絶好調になっても影響を受けない。
まめ鬼
初段、いじわる度★☆☆、頭のよさ☆☆☆、カード技☆☆☆
サイコロが通常4までしか出ない
絶好調になるとサイコロが6まで出るようになり、他のプレイヤーにカードを配るようになる。
ラッ鬼
四段、いじわる度★☆☆、頭のよさ★☆☆、カード技★☆☆
初登場。恵比寿顔に角が生えており、名の通りラッキーなCOMキャラ。
プラス駅・銀河駅・目的地到着金・一部の利益系カードによる収入が常に2倍になり、マイナス駅では通常の半額しか奪われない。
絶好調になると目的地の到着金が通常の10倍貰えるようになる。
吸血鬼
五段、いじわる度★★☆、頭のよさ★★☆、カード技★☆☆
旧作の「ベビキュラーカード（本作では廃止されている）」使用時に現れたキャラクターで、COMキャラとしては初登場。ルーマニア出身。
絶好調になると毎ターンベビキュラーを派遣し、他のプレイヤーからお金やカードを奪う。ただし、所持金がマイナスや0円の相手からお金を奪ったり、捨てられないカードを奪うことはない。
妖鬼妃
八段、いじわる度★★☆、頭のよさ★★★、カード技★☆☆
絶好調になると、通常の行動とは別に、毎月ランダムで誰かに「眠らせる」「毎月1枚カードを捨てさせる」「モモタローランドを除く物件を1件燃やす」「所持金を捨てる」のどれかの妖術を使う。
閻魔
名人、いじわる度★★★、頭のよさ★★★、カード技★★★
絶好調になると「ふういんカード」を手に入れる他、鬼族から祝い金が集まる。また、他のCOMキャラを絶好調にすることがある。

## ボンビー

### 新登場ボンビー
デビルボンビー
黒い竜のような姿のボンビー。とりつかれると、「デビルカード」や「ゾンビカード」などの損害系カード を1-4枚、毎ターン終了時に直接押しつけてくる。デビル系カードが9枚以上になると古い順から消えてゆき、8枚で踏み留まる。
チャージボンビー
白い巨体の姿をした、新鮮なカードを食べて自らのエネルギー源とするボンビー。変身時はバッテリー切れ寸前の状態で登場し、とりつかれているプレイヤーはまず持っていたカードをすべて捨てられる。翌月からはサイコロを振って出た目と同じ枚数分のカードを要求してくる。この悪行は他のプレイヤーになすりつけたり貧乏神に戻ったりしても続く。「赤いマスへ!カード」などのその場で効果を発動するカードはチャージされない。指定された枚数のカードをチャージすると、お礼として「のぞみ周遊カード」などの上位カードが手に入る。

### 既存ボンビー
貧乏神
- 新悪行　
  - 世界の国の漢字表記または通貨を当てるクイズを出題。正解しても特典はなく、間違えると罰金。
  - 所持金の1割を勝手に寄付する。
  - 購入済みの1億円-5億円の物件を、未購入の安い物件と物々交換する。
  - 目的地までの最短距離が11マス以上だと、乗り越し精算の料金を取られる。
  - サイコロ1個の出目と同じターン数動けなくなるが、その間は悪行を受けない。

キングボンビー
- 新悪行
  - 「空しくすごせ！」と言って、しばらくの間「マイナス駅」以外のほとんどの駅のイベントが発生しない。
  - 味方になっている歴史ヒーローを1人選ばせて、仲間から外してしまう。
  - しばらくの間、「まめ鬼モード」で行動させられる。そのプレイヤーは自分でサイコロを振ったりカードを使うことができなくなる。
  - ボンビラス星到着時に、カードがすべて蒸発するようになった。帰還地点はノヴォシビルスク。

ミニボンビー
毎月少額のお小遣いをプレイヤーから奪う。
ボンビーモンキー
最初の月に借金や持っている損害系カード を消去する。
毎月、3枚のうち好きなカードを1枚くれる。
ハリケーンボンビー
プレイヤーの物件を毎月何件か捨てる。画面内にいる他のプレイヤーの物件も捨てられる。ただし、「モモタローランド」やプロテクト物件は優先順位が低い。
ロシアンボンビー
貧乏神がロシア国内にいる場合にのみ変身する。
マトリョーシカのように6つに分裂してその中から一つを選ばせる。
中には「− (1-30) 億円カード」が入っており、入手してから1年以内にそのカードを使用して記載額を払わないと、10倍の金額を強制的に取られる。

## 本作初登場の楽曲
関口和之作曲
- ある日突然
- 魔法のジュータン

池毅作曲
- 魔界のデビルボンビー
- 渇望のチャージボンビー
- 聖少女ジャンヌ・ダルク
- 朝まで踊ろう
- 純白の湖
- お先にどうぞ
- ヘイ！ヘイ！天邪鬼
- ワンダフルラッキー
- サボテンキッド

## その他
- 世界編ということもあり、国内編のイラストが流用できず、土居により本作用の新規イラストが300点ほど制作された[7]。過去にも『USA』の制作の際に、既存のイラストが流用できず、土居により新規イラストが500点ほど制作された例がある。

## 関連書籍
- 桃太郎電鉄WORLD ザ・コンプリートガイド
  - 2010年、アスキー・メディアワークス発行、角川グループパブリッシング発売、ISBN 978-4-04-870291-1